# Lolo García
Víctor Manuel García Fuentes, más conocido como Lolo García (Seal Beach, California, 18 de febrero de 1973), es un actor de cine español.
Desvinculado del mundo del espectáculo posteriormente se licenció en Económicas.

## Filmografía
- La guerra de papá (1977; Dir. Antonio Mercero); basada en un libro de Miguel Delibes. Papel: Quico.
- Tobi (1978; Dir. Antonio Mercero).[3] Papel: Tobi.
- Dos y dos cinco (1981; Dir. Lluís Josep Comerón). Junto a Antonio Ferrandis (como Tomás). Papel: Juanjo.
- El pan debajo del brazo (1984; Mariano Ozores).
- Miguel Servet (serie de TV emitida en 1989). Papel: Miguel Servet niño.
- Computron 22 (1988; Giuliano Carnimeo). Película italiana.